# Lessard-et-le-Chêne
 Lessard-et-le-Chêne  es una población y comuna francesa, situada en la región de Baja Normandía, departamento de Calvados, en el distrito de Lisieux y cantón de Lisieux-3.

## Demografía
| 259 | 255 | 202 | 189 | 176 | 175 |
| Para los censos de 1962 a 1999 la población legal corresponde a la población sin duplicidades (Fuente: INSEE [Consultar]) |     |     |     |     |     |